# Black Fox: The True Story of Adolf Hitler
Black Fox: The True Story of Adolf Hitler ist ein US-amerikanischer Dokumentarfilm aus dem Jahr 1962.

## Handlung
Der Film verflechtet die Fabel Reineke Fuchs von Johann Wolfgang Goethe mit dem Leben des deutschen Diktators Adolf Hitler. Wie der Fuchs benutzte Hitler Demagogie, Arglist und psychologische Tricks, um seine politischen Ziele zu erreichen und gleichzeitig seine Aufrichtigkeit sowie sein Recht auf politische Führung zu beweisen.
Hitlers Laufbahn wird vorgestellt. Er begann als schlauer Verschwörer und sehr effektiver Redner, der auf die Verbitterung und Wünsche der Kriegsverlierer eingeht. Als ironischer Kontrapunkt zu Reinekes Erlebnissen in der Tierwelt dienen Hitlers Aufstieg zum Reichskanzler unter Hindenburg, seine Manöver mit den Kommunisten als Gegner und Verbündete und seine beispiellose Grausamkeit gegenüber hilflosen Opfern.
Hitlers Destruktivität und sein selbstzerstörerisches Verhalten wird durch den Zweiten Weltkrieg und seinen Tod im Bunker ausgedrückt.

## Kritiken
TimeOut London befand, die semi-allegorische Dokumentation biete keine Überraschungen, wiederhole aber einige interessante Punkte. Hitler werde ernst und intelligent im geschichtlichen Kontext dargestellt.

## Auszeichnungen
1963 wurde der Film in der Kategorie Bester Dokumentarfilm mit dem Oscar ausgezeichnet.

## Hintergrund
Die Uraufführung fand am 29. April 1963 in New York statt.
Gustave Dorés Illustrationen der Göttlichen Komödie des Dichters Dante Alighieri, Radierungen von Wilhelm von Kaulbach sowie Gemälde von Byron Goto, Pablo Picasso und George Grosz wurden benutzt, um die Fabel bildlich darzustellen.
Sprecherin war Marlene Dietrich.